# Los 36 Billares

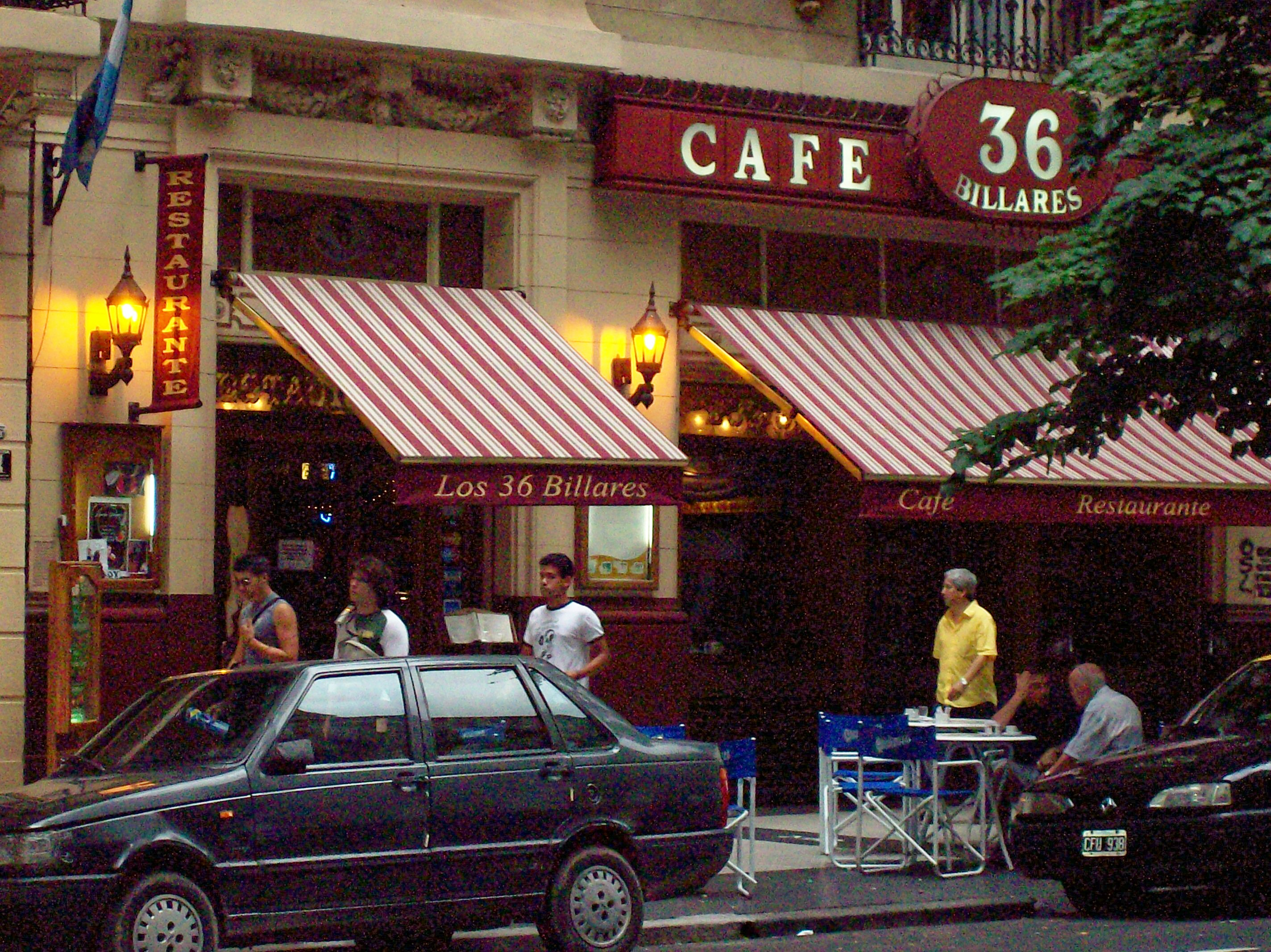
Fachada de Los 36 Billares.

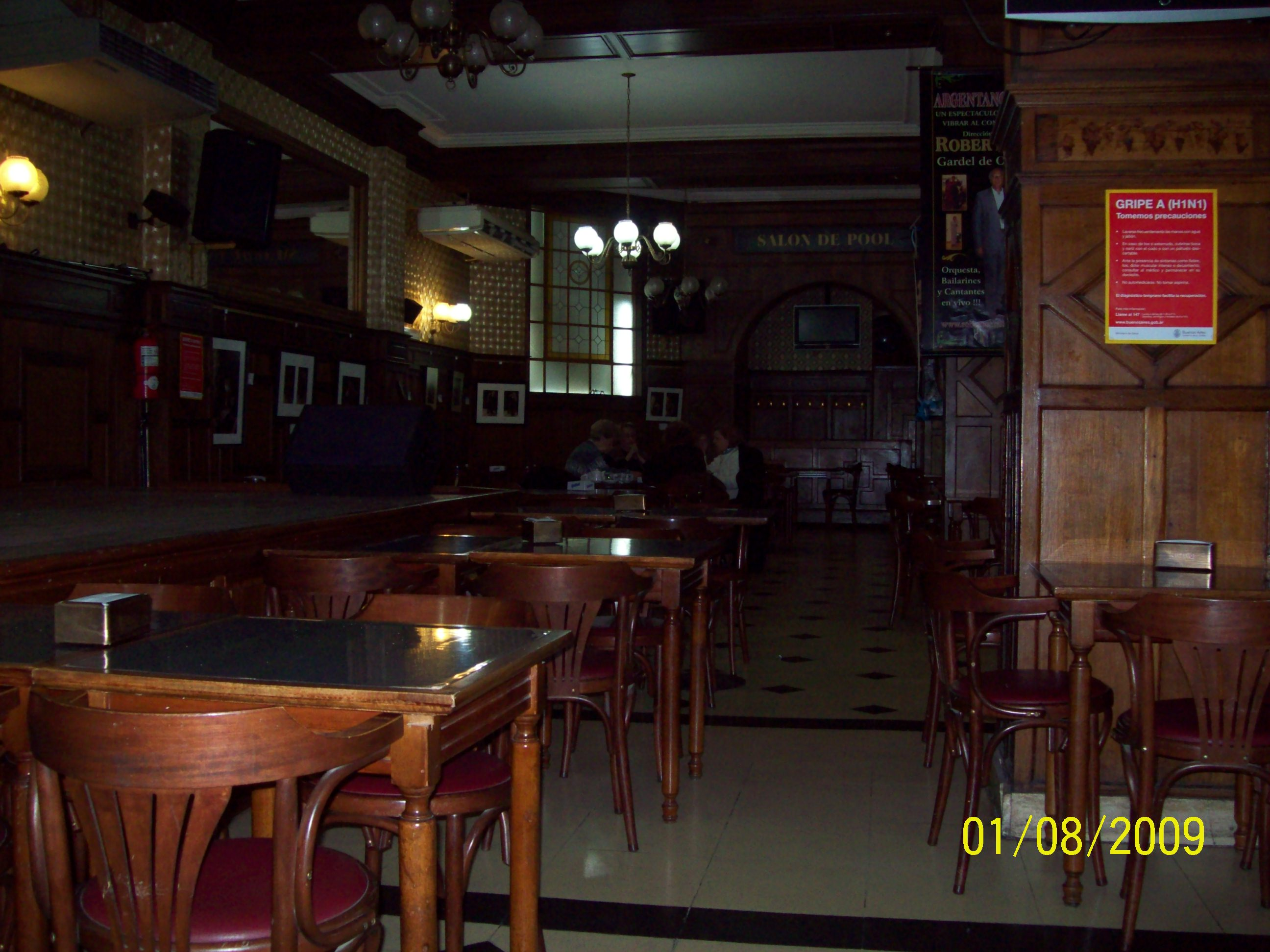
Interiores conservados.

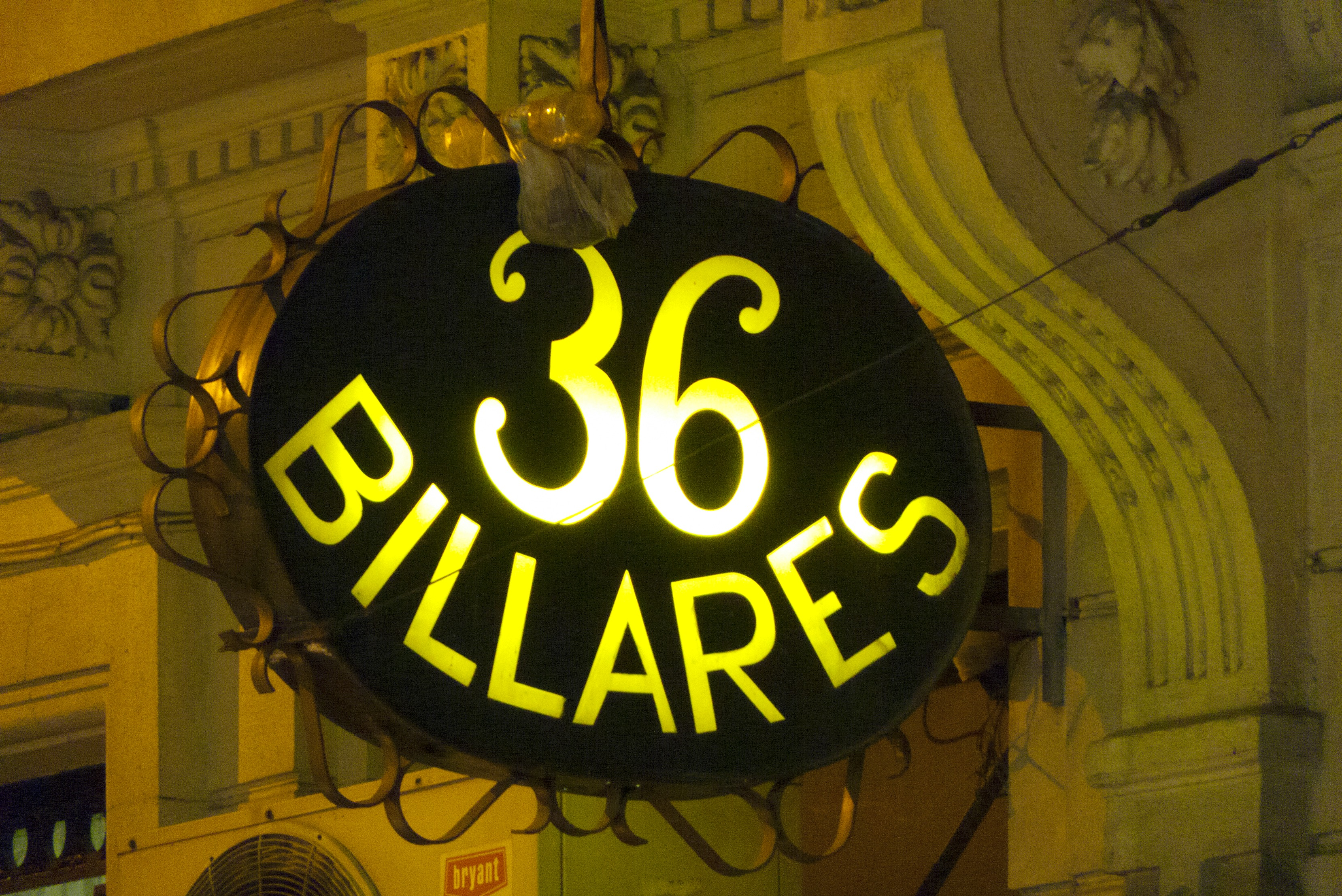
Tradicional letrero luminoso.

Los 36 Billares es un tradicional bar notable y restaurante de Buenos Aires, conocido por su subsuelo adonde funcionaban las mesas de billar. Se encuentra en Avenida de Mayo 1271, y ofrece espectáculos musicales de tango.
Fue inaugurado en 1894, cuando recién se había terminado la apertura de la Avenida de Mayo. Ocupa la planta baja y el subsuelo de un edificio de departamentos que fue construido en 1914 para la Compañía de Seguros “La Franco Argentina”, por los arquitectos Tiphaine y Colmegna, con estilo academicista francés. Hoy el edificio aloja al Hotel Marbella.
Por las mesas de Los 36 Billares (su nombre alude al nombre del fabricante de las mesas de billar)  pasaron escritores notables, como el español Federico García Lorca -que se hospedó en el cercano Hotel Castelar-, o argentinos como Abelardo Arias, y periodistas como Miguel Ángel Bavio Esquiú o Timo Zorraquín.

## Distinciones
El bar ha recibido numerosas distinciones:
1987: En este año el bar recibió una distinción por el Buenos Aires Museo dirigido por el arquitecto José María Peña, reconociendo a "Los 36 Billares" como Testimonio vivo de la Memoria Ciudadana, por haberse mantenido hasta el presente conservando su carácter y decoración original
1993: La Comisión del Centenario de la Avenida de Mayo homenajeó a este café por su presencia en esa histórica avenida
1999: La Comisión para la Preservación del Patrimonio Histórico Cultural de la Ciudad de Buenos Aires invitó a Los 36 Billares a participar del encuentro "Derecho a la memoria", organizado por dicha Comisión; también fue reconocido por la Comisión para la Protección y Promoción de Cafés, Bares, Billares y Confiterías Notables que depende de la Secretaría de Cultura del Gobierno de la Ciudad de Buenos Aires y tiene por objeto rescatar, salvaguardar y dar a conocer establecimiento que por características identifican a Buenos Aires y su cultura.
2013: cerró tras ser comprado por una cadena de pizzerías.

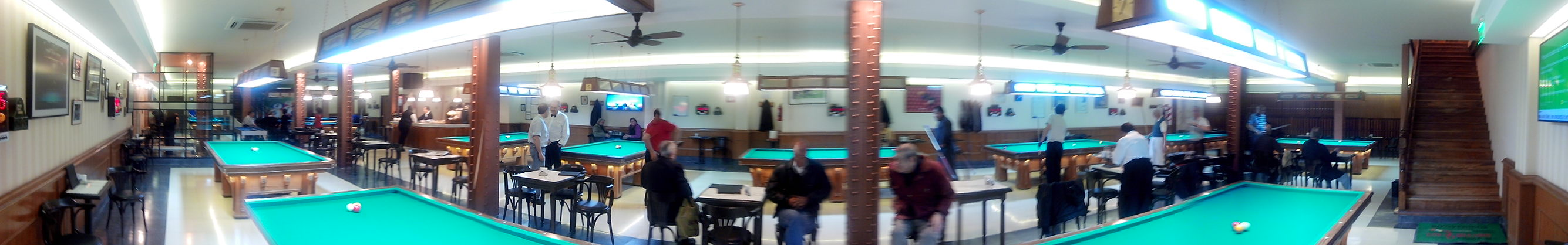
Panorámica de Los 36 Billares tras su remodelación en septiembre/2014.

2014: reabrió sus puertas el 24/09/2014 luego de un enorme trabajo de remodelación y restauración. El legendario subsuelo fue reciclado a nuevo, conservando las características y el estilo propios que hicieron de los 36 Billares una de las más renombradas plazas del billar mundial, y uno de los sitios de interés de la Ciudad de Buenos Aires. La planta baja se halla en plena tarea de reformas, y se prevé que sus puertas serán abiertas nuevamente en breve. La implacable evidencia de la obra ejecutada pone de manifiesto que todos los rumores sobre la transformación del café notable en una pizzería resultaron absolutamente infundados.